# Coreura alcedo
Coreura alcedo är en fjärilsart som beskrevs av Max Wilhelm Karl Draudt 1915. Coreura alcedo ingår i släktet Coreura och familjen björnspinnare. Inga underarter finns listade i Catalogue of Life.